# باسل جرادی
باسل جرادی (عربی: باسل زكريا جرادي؛ زادهٔ ۶ ژوئیهٔ ۱۹۹۳) بازیکن فوتبال اهل لبنان است.
از باشگاه‌هایی که در آن بازی کرده‌است می‌توان به باشگاه فوتبال لیلستروم، باشگاه فوتبال نورشلان، باشگاه فوتبال هایدوک اسپلیت، و باشگاه فوتبال آپولون لیماسول اشاره کرد.
وی همچنین در تیم‌های ملی فوتبال Denmark national under-16 football team, Denmark national under-17 football team, Denmark national under-18 football team, Denmark national under-19 football team, Denmark national under-20 football team، زیر ۲۱ سال دانمارک، و لبنان بازی کرده‌است.